# Stadion (Olympia)
Stadion är den plats i Olympia som ligger öster om offerplatsen för Zeus. Här hölls flera tävlingar vid Antikens olympiska spel.
Under olympiska sommarspelen 2004 var det här man stötte kula.

### Fotnoter
1. ↑  2004 Summer Olympics official report. Arkiverad 19 augusti 2008 hämtat från the Wayback Machine. Volume 2. p. 242.